# Top 16 2003-04
El Campeonato de Francia de Rugby 15 2003-04 fue la 105.ª edición del Campeonato francés de rugby.
El campeón del torneo fue el equipo de Stade Français quienes obtuvieron su décimo segundo campeonato.

## Desarrollo

### Grupo 1
|   | Equipo         | J  | G | E | P  | PF  | PC  | PD  | Pts |
| - | -------------- | -- | - | - | -- | --- | --- | --- | --- |
| 1 | Bourgoin       | 14 | 9 | 0 | 5  | 352 | 280 | +72 | 32  |
| 2 | Brive          | 14 | 8 | 1 | 6  | 357 | 301 | +56 | 31  |
| 3 | Castres        | 14 | 8 | 1 | 5  | 297 | 281 | +16 | 31  |
| 4 | Stade Français | 14 | 7 | 0 | 7  | 299 | 263 | +36 | 28  |
| 5 | Agen           | 14 | 7 | 0 | 7  | 292 | 268 | +23 | 28  |
| 6 | Pau            | 14 | 6 | 1 | 7  | 281 | 343 | -62 | 27  |
| 7 | Montferrand    | 14 | 5 | 1 | 8  | 226 | 278 | -52 | 25  |
| 8 | Colomiers      | 14 | 4 | 0 | 10 | 238 | 327 | -89 | 22  |

### Grupo 2
|   | Equipo      | J  | G  | E | P  | PF  | PC  | PD   | Pts |
| - | ----------- | -- | -- | - | -- | --- | --- | ---- | --- |
| 1 | Toulouse    | 14 | 10 | 0 | 4  | 371 | 319 | +54  | 34  |
| 2 | Perpignan   | 14 | 9  | 0 | 5  | 357 | 284 | +73  | 32  |
| 3 | Biarritz    | 14 | 8  | 0 | 6  | 335 | 273 | +62  | 30  |
| 4 | Béziers     | 14 | 8  | 0 | 6  | 274 | 275 | -1   | 30  |
| 5 | Montpellier | 14 | 6  | 0 | 8  | 285 | 288 | -3   | 26  |
| 6 | Narbonne    | 14 | 6  | 0 | 8  | 296 | 303 | -37  | 26  |
| 7 | Grenoble    | 14 | 5  | 0 | 9  | 306 | 362 | -56  | 24  |
| 8 | Montauban   | 14 | 4  | 0 | 10 | 216 | 336 | -120 | 22  |

## Segunda Fase

### Grupo 1
|   | Equipo              | J | G | E | P  | PF  | PC  | PD   | Pts |
| - | ------------------- | - | - | - | -- | --- | --- | ---- | --- |
| 1 | USA Perpignan       | 6 | 5 | 0 | 1  | 170 | 74  | +96  | 16  |
| 2 | CS Bourgoin-Jallieu | 6 | 3 | 0 | 34 | 147 | 137 | +10  | 12  |
| 3 | Castres Olympique   | 6 | 3 | 0 | 3  | 130 | 126 | +4   | 12  |
| 4 | AS Béziers          | 6 | 1 | 0 | 5  | 75  | 185 | -110 | 8   |

### Grupo 2
|   | Equipo         | J | G | E | P | PF  | PC  | PD  | Pts |
| - | -------------- | - | - | - | - | --- | --- | --- | --- |
| 1 | Stade Français | 6 | 4 | 0 | 2 | 151 | 100 | +51 | 14  |
| 2 | Tolouse        | 6 | 4 | 0 | 2 | 136 | 133 | +3  | 14  |
| 3 | Biarritz       | 6 | 3 | 0 | 3 | 149 | 107 | +42 | 12  |
| 4 | Brive          | 6 | 1 | 0 | 5 | 82  | 178 | -96 | 8   |

### Semifinal
| 19 de junio de 2004 | Perpignan | 18 - 16 | Toulouse |  |  |

| 20 de junio de 2004 | Bourgoin-Jallieu | 21 - 31 | Stade Français |  |  |

### Final
| 26 de junio de 2004 | Stade Français | 38 - 20 | Perpignan | Stade de France, París |  |

| Bandera de Francia     |
| Campeón Stade Français |
| Décimo segundo título  |